# Quintus Mucius Scævola (consul en -174)
Pour les articles homonymes, voir Quintus Mucius Scævola.
Quintus Mucius Scævola est un homme politique de la Rome antique.

## Origine et milieu familial
Quintus Mucius Scævola appartenait à la noblesse plébéienne de la République romaine. Malgré la prétention des Mucii de descendre de Gaius Mucius Scævola, qui vivait pendant la période royale romaine, cette ascendance légendaire est fort improbable, du fait que les membres de cette famille ne sont apparus qu’au IIIe siècle av. J.-C. et étaient sans doute plébéiens. C’était le cas de son père, Quintus Mucius Scævola, qui fut préteur en 215 av. J.-C. Le frère aîné de Quintus, Publius Mucius Scævola, fut le consul de l’année 175 av. J.-C. Son fils Quintus Mucius Scævola occupa le consulat en 117 av. J.-C.

## Vie et carrière politique
On ne connait pas l’année de sa naissance, mais elle doit remonter à la fin du IIIe siècle av. J.-C., car il fallait avoir 43 ans pour accéder au consulat. Comme son père, Quintus Mucius Scævola et son frère Publius Mucius Scævola, il appartenait au clan de la puissante et influente famille noble des Fulvii. C’est la raison pour laquelle les deux frères furent élus préteurs en 179 av. J.-C., lorsque les deux frères Quintus Fulvius Flaccus et Lucius Manlius Acidinus Fulvianus devinrent consuls. Le frère aîné, Publius, devint préteur urbain, tandis qu’on lui assigna à lui-même la Sicile comme province. L’année 174 avant J.-C., il fut élu consul avec Spurius Postumius Albinus Paullulus. En 171 av. J.-C, quand éclata la troisième guerre macédonienne contre Persée de Macédoine, on l’affecta avec d’autres comme tribun militaire aux côtés du consul en exercice Publius Licinius Crassus. Dans un affrontement de cavalerie à Kallinikos en Thessalie, qui se termina par une défaite pour Rome, il commandait les forces du centre. Crassus, probablement peu satisfait de son travail, l’envoya ensuite avec 2000 hommes prendre et occuper Ambrakia. Après quoi on ne parle plus de lui dans la littérature de l’Antiquité. 